# Sursumura spinosissima
Sursumura spinosissima là một loài chân đều trong họ Munnopsidae. Loài này được Brandt miêu tả khoa học năm 2002.